# 胡廷章
胡廷章（？年—？年），字琢菴，山東省登州府海陽縣人，監生。歷任夔州府知府。

## 生平
- 乾隆二十六年七月選安徽涇縣縣丞[4]。
- 乾隆五十年十月，遵例捐復，不准陞署[5]
- 任冕寧縣縣丞，乾隆五十一年八月調陞四川成都縣知縣[6][7]。
- 乾隆五十二年（1787年）任四川鄰水縣知縣[8]。
- 乾隆五十七年三月調陞四川邛州直隸州知州[9][10]。
- 嘉慶十一年八月，交部記名堪勝知府[11]
- 嘉慶十二年正月，補授四川夔州府知府[12]